# Carpi (stolica tytularna)
Carpi (łac. Diocesis Carpitanus) – stolica historycznej diecezji w Cesarstwie rzymskim w prowincji Afryka Prokonsularna, sufragania metropolii Kartagina. Współcześnie w Tunezji. Obecnie katolickie biskupstwo tytularne.

## Biskupi tytularni
| Lp. | Biskup                 | Funkcja                                                               | Od                   | Do               |
| --- | ---------------------- | --------------------------------------------------------------------- | -------------------- | ---------------- |
| 1   | Ernesto Segura         | biskup pomocniczy Buenos Aires (Argentyna)                            | 7 kwietnia 1962      | 13 marca 1972    |
| 2   | Luigi Dossena          | nuncjusz apostolski                                                   | 26 lutego 1973       | 9 września 2007  |
|     | Tarcisio Pusma Ibáñez  | biskup pomocniczy elekt Trujillo (Peru) zrezygnował z przyjęcia sakry | 25 stycznia 2008     | sierpień 2008    |
| 3   | Luis Alberto Fernández | biskup pomocniczy Buenos Aires (Argentyna)                            | 24 stycznia 2009     | 10 września 2013 |
| 4   | Bertram Wick           | biskup pomocniczy Guayaquil (Ekwador)                                 | 26 października 2013 | 24 marca 2015    |
| 5   | Jorge Concha           | biskup pomocniczy Santiago (Chile)                                    | 14 lipca 2015        | 5 lutego 2020    |
| 6   | Ramon Bejarano         | biskup pomocniczy San Diego (USA)                                     | 27 lutego 2020       |                  |